# HSPB2
HSPB2 (англ. Heat shock protein family B (small) member 2) – білок, який кодується однойменним геном, розташованим у людей на короткому плечі 11-ї хромосоми. Довжина поліпептидного ланцюга білка становить 182 амінокислот, а молекулярна маса — 20 233.
| 10         |  | 20         |  | 30         |  | 40         |  | 50         |
| ---------- |  | ---------- |  | ---------- |  | ---------- |  | ---------- |
| MSGRSVPHAH |  | PATAEYEFAN |  | PSRLGEQRFG |  | EGLLPEEILT |  | PTLYHGYYVR |
| PRAAPAGEGS |  | RAGASELRLS |  | EGKFQAFLDV |  | SHFTPDEVTV |  | RTVDNLLEVS |
| ARHPQRLDRH |  | GFVSREFCRT |  | YVLPADVDPW |  | RVRAALSHDG |  | ILNLEAPRGG |
| RHLDTEVNEV |  | YISLLPAPPD |  | PEEEEEAAIV |  | EP         |  |            |

A: Аланін

C: Цистеїн

D: Аспарагінова кислота

E: Глутамінова кислота

F: Фенілаланін

G: Гліцин

H: Гістидин

I: Ізолейцин

K: Лізин

L: Лейцин

M: Метіонін

N: Аспарагін

P: Пролін

Q: Глутамін

R: Аргінін

S: Серин

T: Треонін

V: Валін

W: Триптофан

Задіяний у такому біологічному процесі, як відповідь на стрес. 
Локалізований у цитоплазмі, ядрі.